# 7365 세종
7365 세종(7365 Sejong, 1996 QV1)은 1996년 8월 18일 일본의 와타나베 가즈오가 홋카이도 삿포로시에서 발견한 소행성이다. 한글을 창제한 조선의 4대 임금 세종대왕의 이름을 따서 소행성의 이름을 붙였다.